# Liste von Filmen über den Völkermord in Ruanda
Diese Liste von Filmen über den Völkermord in Ruanda umfasst eine Auswahl von Filmen, Serien, Dokumentationen und Reportagen mit Bezug zum Völkermord in Ruanda.

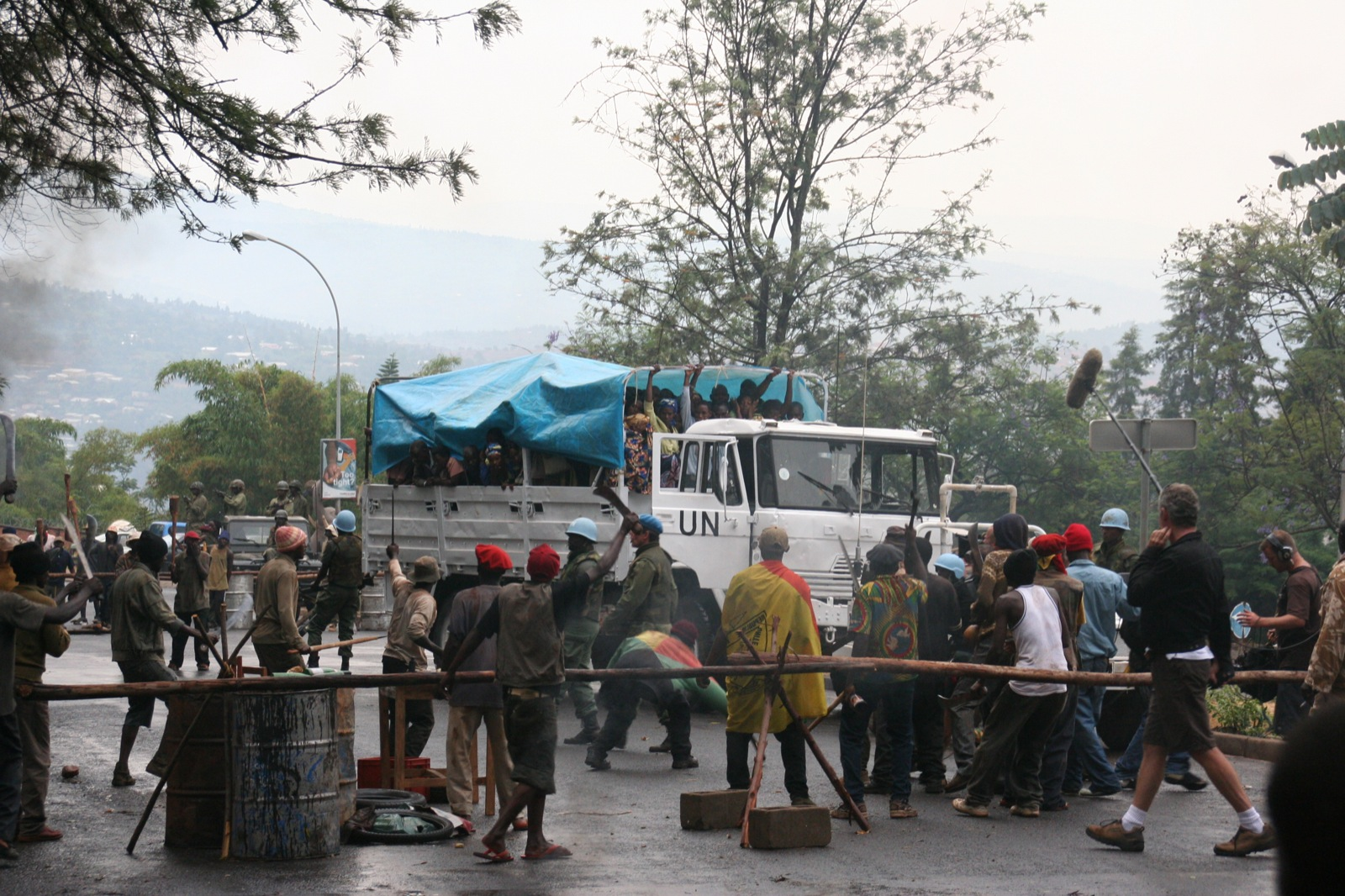
Dreharbeiten zum kanadischen Spielfilm Shake Hands with the Devil in Kigali im Jahr 2006

Der Völkermord in Ruanda begann am 7. April 1994, einen Tag nach dem Abschuss des Präsidentenflugzeugs, und dauerte bis Mitte Juli 1994. Innerhalb dieser rund 100 Tage wurden von der Hutu-Mehrheit im Land etwa 75 Prozent der in Ruanda lebenden Tutsi-Minderheit getötet sowie nicht kooperierende Hutu und Twa. Die Opferzahlen lagen Schätzungen nach zwischen 800.000 und 1.000.000 Menschen. Darüber hinaus kam es massenhaft zu Vergewaltigungen. Im Nachgang wurden die Vereinten Nationen (UN), die im Rahmen der United Nations Assistance Mission for Rwanda (UNAMIR) Friedenstruppen im Land stationiert hatten, und Staaten wie die USA, Großbritannien, Belgien und Frankreich für ihre Untätigkeit kritisiert. Ebenfalls kritisiert wurde die mangelnde Medienberichterstattung.
Nach dem Holocaust ist der Völkermord in Ruanda mit etwa 200 zwischen 1994 und 2021 produzierten Filmen, Dokumentationen, Fernsehserien und Nachrichtenproduktionen aus mindestens 39 verschiedenen Ländern der am meisten filmisch aufgearbeitete Genozid. Der international erfolgreichste Spielfilm zum Thema war Hotel Ruanda aus dem Jahr 2004 von Terry George, der auf der wahren Geschichte des Hotelmanagers Paul Rusesabagina beruht, der über 1200 Menschen in Kigali im Hôtel des Mille Collines vor dem sicheren Tod rettete. Der Film wurde für drei Oscars nominiert: Don Cheadle als bester Hauptdarsteller, Sophie Okonedo als beste Nebendarstellerin sowie Keir Pearson und Terry George für das beste Original-Drehbuch.
Reale Filmaufnahmen der Ereignisse von Reportern vor Ort existieren jedoch kaum. Während zur Zeit des Völkermords 2.500 Journalisten für die Wahlen in Südafrika akkreditiert waren, gab es zeitgleich lediglich fünfzehn Kriegsberichterstatter in Ruanda. Die einzigen weithin verfügbaren Filmaufnahmen, die während des Genozids verübte Morde zeigen, stammen von dem früheren BBC-Reporter Nick Hughes. Sie sind Thema des Dokumentarfilms Iseta: Behind the Roadblock von Juan Reina aus dem Jahr 2008.

## Liste

### Spiel-, Fernseh- und Kurzfilme
| Jahr | Titel (Originaltitel)                                                  | Regie                                   | Produktionsland                                 | Dauer [min] | Anmerkungen und Belege |
| ---- | ---------------------------------------------------------------------- | --------------------------------------- | ----------------------------------------------- | ----------- | --- |
| 2000 | 100 Days                                                               | Nick Hughes                             | Vereinigtes Königreich, Ruanda, Kenia           | 96          | Handlung: eine junge Tutsi und ihre Familie suchen in einer Kirche Zuflucht; Drehort war u. a. eine Kirche in Kibuye, die Ort eines realen Massakers war |
| 2004 | Hotel Ruanda (Hotel Rwanda)                                            | Terry George                            | USA, Vereinigtes Königreich, Italien, Südafrika | 121         | Spielfilm basierend auf der wahren Geschichte von Paul Rusesabagina, der über 1200 Menschen vor dem sicheren Tod rettete; für 3 Oscars nominiert |
| 2005 | Shooting Dogs                                                          | Michael Caton-Jones                     | Vereinigtes Königreich, Deutschland             | 115         | Spielfilm, der die ersten Tage des Völkermordes in Kigali und damit einhergehend das Versagen der UNAMIR-Mission behandelt |
| 2005 | Als das Morden begann (Sometimes in April)                             | Raoul Peck                              | USA, Vereinigtes Königreich                     | 140         | Geschichte zweier auf unterschiedlichen Seiten stehender Brüder während und nach dem Völkermord |
| 2006 | A Sunday in Kigali (Un dimanche à Kigali)                              | Robert Favreau                          | Kanada                                          | 118         | Basierend auf dem Roman Ein Sonntag am Pool in Kigali (französisch Un dimanche à la piscine à Kigali) von Gil Courtemanche erzählt der Spielfilm eine tragische Liebesgeschichte inmitten des Genozids.                                                                                            |
| 2007 | Shake Hands with the Devil                                             | Roger Spottiswoode und Jennifer Capraru | Kanada                                          | 112         | Spielfilm basierend auf der Autobiographie des von Roy Dupuis gespielten Roméo Dallaire, dem ehemaligen Kommandeur der Blauhelmtruppen in Ruanda |
| 2007 | Munyurangabo                                                           | Lee Isaac Chung                         |                                                 | 97          | Handlung: zwei Jugendliche sind nach dem Völkermord allein unterwegs; in Ruanda und auf Kinyarwanda gefilmt |
| 2007 | Opération Turquoise                                                    | Alain Tasma                             |                                                 | 115         | Fernsehfilm, der von den ersten Tagen der Opération Turquoise erzählt |
| 2009 | Ruanda – The Day God Walked Away (Le jour où Dieu est parti en voyage) | Philippe Van Leeuw                      | Frankreich, Belgien, Ruanda                     | 100         | Handlung: eine Tutsi erlebt die Grausamkeiten des Völkermords |
| 2010 | Na Wewe                                                                | Ivan Goldschmidt                        | Belgien                                         | 19          | Handlung: ein Kleinbus in Burundi wird von Bewaffneten gestoppt und Hutu von Tutsi getrennt; bei der Oscarverleihung 2011 als bester Kurzfilm nominiert |
| 2011 | Matière Grise                                                          | Kivu Ruhorahoza                         | Ruanda, Australien                              | 110         | Thema ist die Traumatisierung durch den Völkermord |
| 2011 | Kinyarwanda                                                            | Alrick Brown                            |                                                 | 100         | erzählt eine Reihe miteinander verflochtener Geschichten über die Auswirkungen der Ereignisse auf einzelne Menschen in Ruanda und die Sonderrolle des Islams (der Mufti von Ruanda erließ eine Fatwa, die allen Muslimen die Teilnahme am Völkermord verbot, sodass Moscheen Zufluchtsorte wurden) |
| 2017 | Ptaki śpiewają w Kigali                                                | Joanna Kos-Krauze, Krzysztof Krauze     | Polen                                           | 113         | Handlung: Eine polnische Ornithologin rettet ein Tutsi-Mädchen vor dem sicheren Tod. Später kehren sie nach Ruanda zurück. |
| 2017 | Imfura                                                                 | Samuel Ishimwe                          | Ruanda, Schweiz                                 | 36          | Kurzfilm |
| 2018 | 94 Terror                                                              | Richard Mulindwa                        | Uganda                                          | 106         | Handlung: eine Frau entkommt dem Tod im Völkermord, bei dem der Rest ihrer Familie getötet wurde, und macht sich auf den Weg über die Grenze nach Uganda |
| 2021 | Trees of Peace                                                         | Alanna Brown                            |                                                 | 97          | Handlung: vier Frauen verstecken sich während des Völkermords und kämpfen ums Überleben |

### Serien
| Jahr | Titel              | Episoden       | Produktionsland        | Anmerkungen und Belege |
| ---- | ------------------ | -------------- | ---------------------- | --- |
| 2018 | Black Earth Rising | 8 in 1 Staffel | Vereinigtes Königreich | Dramaserie; Handlung: Eine afrikanische Kriegswaise aus Ruanda arbeitet als Ermittlerin in einer Londoner Kanzlei. Ihre Adoptivmutter, eine international tätige Anklägerin, eröffnet einen Prozess gegen einen führenden ruandischen Kriegsverbrecher. |

### Dokumentationen und Reportagen
| Jahr | Titel (Originaltitel)                                                             | Regie                                                                 | Produktionsland        | Dauer [min] | Anmerkungen und Belege |
| ---- | --------------------------------------------------------------------------------- | --------------------------------------------------------------------- | ---------------------- | ----------- | --- |
| 1994 | Requiem für Ruanda                                                                | Ulrich Harbecke                                                       | Deutschland            |             | WDR-Dokumentation |
| 1994 | Journey into Darkness                                                             |                                                                       | Vereinigtes Königreich |             | Fernsehproduktion von BBC Panorama |
| 1994 | A culture of murder                                                               |                                                                       | Vereinigtes Königreich |             | Fernsehproduktion von BBC Panorama |
| 1995 | The Bloody Tricolour                                                              |                                                                       | Vereinigtes Königreich |             | Fernsehproduktion von BBC Panorama: Steve Bradshaw berichtet über die Situation der eine Million ruandischen Flüchtlinge nach dem Völkermord |
| 1995 | Rwanda, how history can lead to genocide                                          | Robert Genoud                                                         |                        | 52          | Chronologie der ruandischen Geschichte mit Erfahrungsberichten dreier Ruander, die sich gegen die Diktatur von Präsident Juvénal Habyarimana stellten |
| 1997 | Facing Up to Genocide – Valentina's Story                                         |                                                                       | Vereinigtes Königreich |             | Fernsehproduktion von BBC Panorama |
| 1998 | When Good Men Do Nothing                                                          |                                                                       | Vereinigtes Königreich |             | Fernsehproduktion von BBC Panorama |
| 1998 | Triumph of Evil                                                                   |                                                                       | USA                    | 60          | Fernsehproduktion des PBS |
| 2000 | L'Afrique en morceaux                                                             | Jihan El Tahri                                                        |                        |             | [ 47 ] |
| 2002 | Zur Schuld verdammt (The Last Just Man)                                           | Steven Silver                                                         | Kanada                 | 70          | rekonstruiert den Genozid und die Untätigkeit der Vereinten Nationen |
| 2004 | Shake Hands with the Devil – The Journey of Roméo Dallaire                        | Peter Raymont                                                         |                        | 90          | Dokumentarfilm mit Roméo Dallaire, der von 1993 bis 1994 General der Friedenstruppen der Vereinten Nationen in Ruanda war |
| 2004 | Gardiens de la mémoire                                                            | Eric Kabera                                                           | Ruanda                 | 54          | Augenzeugenberichte von überlebenden Opfern und Tätern; Filmemacher Eric Kabera erlebte den Völkermord selbst |
| 2004 | Ghosts of Rwanda                                                                  | Greg Barker                                                           | USA                    | 120         | Fernsehproduktion des PBS |
| 2005 | God Sleeps in Rwanda                                                              | Kimberlee Acquaro, Stacy Sherman                                      | USA                    | 28          | [ 56 ] |
| 2005 | Gacaca - Tätige Buße nach dem Völkermord in Ruanda (Rwanda, les collines parlent) | Bernard Bellefroid                                                    | Belgien                | 52          | Der Dokumentarfilm folgt elf Jahre nach dem Völkermord Überlebenden und Tätern rund um die ersten Gacaca-Gerichte, bei denen sie sich gegenüber stehen. |
| 2008 | Iseta: Behind the Roadblock                                                       | Juan Reina                                                            |                        |             | Dokumentarfilm über die einzigen weithin verfügbaren Filmaufnahmen, die während des Genozids verübte Morde zeigen. Sie wurden am 11. April 1994 in Gikondo aufgenommen und stammen von dem früheren BBC-Reporter Nick Hughes. |
| 2008 | Flores de Ruanda                                                                  | David Muñoz                                                           |                        | 24          | Kurzfilm |
| 2008 | Intended Consequences                                                             |                                                                       |                        |             | Kurzfilm |
| 2008 | Behind This Convent                                                               | Gilbert Ndahayo                                                       | Ruanda                 | 66          | Am 10. April 1994 stürmten militante Hutu ein Kloster. Etwa 200 Tutsi wurden ausgewählt und umgebracht. Die Überlebenden berichten. Auch Filmemacher Ndahayo, damals 13, verlor seine Eltern und eine Schwester. |
| 2008 | Flower in the Gun Barrel                                                          | Gabriel Cowan                                                         |                        | 86          | [ 64 ] |
| 2009 | Umurage                                                                           | Gorka Gamarra, Jean Marie Mbarushimana, Puri Ramírez und Sonia Rolley | Spanien                | 52          | [ 65 ] [ 66 ] |
| 2009 | Ruanda: Die Kinder des Genozids                                                   | Ivo Brandau, Markus Schmidt                                           | Deutschland            | 22          | ARTE-Reportage: Etwa eine halbe Million Frauen sollen während des Völkermords Opfer sexueller Gewalt geworden sein. Einige der wenigen Überlebenden brachten die Kinder ihrer Vergewaltiger zur Welt und zogen diese auf. |
| 2011 | Duhozanye: The Widows of Rwanda                                                   | Karoline Frogner                                                      |                        | 52          | Dokumentarfilm über die Tutsi-Angehörige Daphrose Mukarutamu, die im Völkermord ihren Ehemann sowie acht ihrer elf Kinder verlor. Nach dem Genozid nahm sie 20 Waisen bei sich auf und gründete mit anderen Witwen die Organisation Duhozanye. |
| 2011 | If Only We Had Listened                                                           | Sean Bloomfield, Immaculée Ilibagiza                                  |                        | 65          | [ 70 ] |
| 2014 | Rwanda: The Untold Story                                                          | John Conroy                                                           |                        | 59          | [ 71 ] |
| 2014 | Ruanda: Vergeben, aber nicht vergessen                                            | Michel Dumont                                                         |                        | 27          | ARTE-Reportage: Schüler der Generation Kagame (benannt nach dem seit ihrer Geburt herrschenden Präsidenten des Landes) erfahren in einer Gedenkstätte in Kigali über den Völkermord |
| 2015 | The Uncondemned                                                                   | Nick Louvel, Michele Mitchell                                         |                        | 81          | 1997 verfolgte eine Gruppe von Anwälten und Aktivisten das Ziel, die Vergewaltigungen während des Völkermords als Verbrechen gegen die Menschlichkeit zu verurteilen. Der Dokumentarfilm erzählt die Geschichte ihres Kampfes um die erste Verurteilung. |
| 2016 | J'entrerai au ciel en dansant                                                     | Francois Lespes                                                       |                        | 52          | [ 75 ] |
| 2019 | The 600: The Soldiers' Story                                                      | Richard Hall, Laurent Basset                                          |                        | 114         | Dokumentarfilm mit ruandischen Augenzeugenberichten über ein Bataillon RPA-Soldaten, das sich in Kigali bei Ausbruch des Völkermords von einer feindlichen Übermacht umzingelt sah |
| 2022 | Ruanda: Das Schweigen der Worte (Rwanda: le silence des mots)                     | Gaël Faye, Michael Sztanke                                            | Frankreich             | 51          | ARTE-Reportage: drei Tutsifrauen sprechen über ihre Erfahrungen während des Völkermords und danach – sie berichten von Gruppenvergewaltigungen in den Flüchtlingslagern durch französische Soldaten |
| 2023 | April Tragedy                                                                     | Hoon Koh                                                              |                        |             | Töchter von Überlebenden des Jeju-Massakers in Südkorea und des Völkermords in Ruanda hören sich die Geschichten der Überlebenden an |
| 2023 | Une des mille collines                                                            | Bernard Bellefroid                                                    | Belgien, Frankreich    | 80          | Der Dokumentarfilm versucht das Einzelschicksal dreier Kinder zu ergründen, die 4, 5 und 9 Jahre alt waren, als sie von ihren Nachbarn ermordet wurden |
|      | Reclaiming History - Kolonialismus und Völkermord in Ruanda                       | Matthias Frickel und Samuel Ishimwe                                   |                        | 86          | DW-Dokumentation: Der ruandische Filmemacher und Überlebende des Völkermords Samuel Ishimwe (damals 2 Jahre alt) reist durch Ruanda, Deutschland und Belgien. Es wird mit Historikern und Zeitzeugen wie Roméo Dallaire gesprochen und insbesondere die Rolle des deutschen und belgischen Kolonialismus an der Entstehung von rassistischen Feindbildern untersucht. |